# Attack No. 1
Attack No. 1 è un dorama giapponese trasmesso per la prima volta nel 2005 in 11 puntate: si tratta di una trasposizione in live action dell'omonimo manga, già adattato in animazione nella serie Mimì e la nazionale di pallavolo. Ad interpretare il ruolo della protagonista è stata chiamata Aya Ueto.

## Trama
Tutta la vicenda non si discosta molto dalla storia originale, tra amicizie e rivalità, e partite altamente competitive. Vi sono solo alcune piccole dissimiglianze: ad esempio all'inizio della serie manga Kozue non piaceva molto a Midori in quanto si dimostra ben presto esser molto più brava di lei, presto però le due ragazze divengono amiche affiatate. Nel dorama invece le due mostrano d'aver gravi problemi di relazione tra loro, lungo tutto il corso della storia.
Midori è gelosa quando Kozue viene chiamata a giocare nella squadra nazionale di pallavolo, oltre ad esser profondamente innamorata di Tsutomu: i due si conoscono difatti fin da quando erano bambini, e quando viene a sapere che al ragazzo invece interessa Kozue, sembra non darsi pace. Questo fa sì che la rivalità tra le due giovani s'accenda ulteriormente.
Tsutomu morirà tragicamente nel tentativo di salvare la vita ad un altro ragazzo. In seguito Kozue si ferirà gravemente ad una gamba e dovrà subire un delicato intervento chirurgico. La storia finisce mentre la squadra del Giappone si trova in Brasile a disputare i campionati mondiali.

## Interpreti, personaggi

### Liceo Fujimi
- Aya Ueto - Kozue Ayuhara
È una ragazza positiva ed allegra, sempre pronta a stupire positivamente il prossimo, non si arrende davanti ad alcun ostacolo. Ha una grande passione nei confronti della pallavolo.
- Ayana Sakai - Midori Hayakawa
È grande rivale di Kozue.
- Ayaka Morita - Ishimatsu Mari
- Minami Otomo - Onuma Miyuki
- Maki Kubota - Nakahara Junko
- Arisa Takahashi - Baba Chitose
- Yui Kiyooka (清冈佑斐) - Mizuho Tomochika
- Ruria Nakamura - Suga Izumi
- Shunsuke Nakamura - Hongo Shinsuke
- Matsuo Toshinobu - Ichinose Tsutomu
- Morimoto Ryoji - Mitamura Yuji

### Allenatori, team di selezione della scuola
- Mao Miyaji - Yagisawa Kaori
- Tono Nagiko - Sanjyo Michiru
- Natsuki Katō - Yoshimura Satomi
- Akiyama Erisa (秋山エリサ) - Kakinouchi Ryoko
- Funakoshi Eiichirou - Inokuma Daigo
È il coach della squadra, costringe Kozue a pratiche intensive d'allenamento durissime, ai limiti del sadismo. Si nasconde dietro un paio di occhialoni scuri.
- Fukae Takuji - Matsumoto Satoshi

### Genitori
- Kumiko Okae - Ayuhara Ryoko
- Shimizu Shogo - Ayuhara Yoshio
- Ryu Raita - Ichinose Shinpei
- Asaka Mayumi - l'onorevole Hayakawa